# Burnout Revenge
Burnout Revenge – czwarta część serii komputerowych gier wyścigowych wyprodukowana przez studio Criterion Games i wydana 23 września 2005 przez Electronic Arts. Gra pojawiła się na konsolach PlayStation 2 oraz Xbox. W marcu 2006 roku wydana została również na konsolę Xbox 360. Burnout wpisuje się w gatunek gier arcade, jako że charakter gry jest typowo zręcznościowy i wymaga od gracza refleksu oraz opanowania tras.

## Rozgrywka
Gra podzielona została na trzy tryby rozgrywki: World Tour – kampania dla pojedynczego gracza, Multiplayer – możliwość gry na podzielonym ekranie z innym graczem, Online – umożliwiający grę przez sieć.
Ponadto rozgrywka w trybie World Tour podzielona została na 10 sekcji o rosnącym stopniu trudności. W każdej z nich znajdują się zawody w zróżnicowanych miejscach wzorowanych zazwyczaj na rzeczywistych np. Rzym czy Tokio. Odblokowywanie poszczególnych sekcji możliwe jest po uzbieraniu określonej liczby gwiazdek zdobywanych za wygrane wyścigi. Silnik, który zastosowano, używany był wcześniej w grach z serii GTA (od części III do Liberty City Stories). W grze istnieje realistyczny model uszkodzeń pojazdów.

### Tryby gry
- Race – typowy wyścig wymagający dojechania do mety na pierwszym miejscu.
- Traffic Attack – tryb ten wymaga zdobycia określonej liczby punktów poprzez niszczenie uczestników ruchu drogowego, aby samochód nie wybuchł i aby zdobyć złoty medal.
- Burning Lap – zadaniem gracza jest przejechanie okrążenia w określonym limicie czasowym.
- Road Rage – gracz, aby wygrać, musi zniszczyć określoną liczbę przeciwników. W tym trybie miejsce nie ma znaczenia.
- Eliminator – zadaniem gracza jest trzymanie się z przodu. Co 30 sekund eliminowany jest ostatni kierowca.
- Preview – ten tryb pozwala przetestować najszybsze samochody w grze w wyścigu z czasem.
- Grand Prix – cykl kilku wyścigów, za które każdy z uczestników otrzymuje punkty. Wygrywa uczestnik z największą liczbą punktów.
- Crashbreaker – odmiana wyścigu umożliwiająca po kraksie zdetonowanie własnego auta w celu zniszczenia przeciwników znajdujących się w pobliżu. Pierwszy taki wyścig znajduje się w rankingu 2 na White Mountain.
- Crash – wizytówka serii. W tym trybie gracz ma za zadanie zniszczyć jak najwięcej pojazdów znajdujących się na skrzyżowaniu.

## Wersja na konsole Xbox 360
Wersja gry na kolejną konsole Microsoftu zawiera kilka nowych elementów względem starszych konsol. Zmiana dotyczy głównie grafiki, która wyświetlana jest w wyższej rozdzielczości. Gra doczekała się również dedykowanego trybu on-line umożliwiającego wspólną rozgrywkę ludziom z całego świata. Twórcy umożliwili pobranie DLC wzbogacającego tytuł o kilka nowych pojazdów. Gra obsługuje również osiągnięcia.
Gra ma też bardziej realistyczny model uszkodzeń pojazdów.

## Odbiór gry
Gra zdobyła uznanie recenzentów, zdobywając wiele nagród i wyróżnień.

## Ścieżka dźwiękowa
- Andy Hunter – Come On
- Animal Alpha – Bundy
- Apocalyptica – Life Burns!
- Asian Dub Foundation – Flyover
- Avenged Sevenfold – Beast…
- Billy Talent – Red Flag
- Bloc Party – Helicopter
- Bullet For My Valentine – Hand Of Blood
- The Chemical Brothers – The Big Jump
- CKY – As The Tables Turn
- Comeback Kid – Wake The Dead
- The Dead 60s – Riot Radio
- Dogs – Tuned to a Different Station
- The Doors – Break On Through (To The Other Side) / BT vs. The Doors Remix
- Emanuel – The Hey Man!
- Fall Out Boy – Dance, Dance
- Finch – Ink
- Funeral For A Friend – All The Rage
- Goldfinger – I Want
- Infusion – Better World (Adam Freeland Mix)
- Junkie XL – Today

- LCD Soundsystem – Daft Punk is Playing at My House (Soulwax Shibuya Mix)
- Maximo Park – Apply Some Pressure
- Mindless Self Indulgence – Straight To Video (KMFDM Remix)
- Morningwood – Nu Rock
- MxPx – Heard That Sound
- Nine Black Alps – Shot Down
- OK Go – Do What You Want
- Pennywise – Stand Up
- The Academy Is… – Almost Here
- The All-American Rejects – Top Of The World
- The Black Velvets – Fear And Loathing
- The Bravery – An Honest Mistake (Superdiscount Remix)
- The Outline – Shotgun
- The Starting Line – The World
- Thrice – Lullaby
- Timo Maas – First Day (General Midi Remix)
- Tsar – Band-Girls-Money
- Unwritten Law – F.I.G.H.T.
- We Are Scientists – The Great Escape
- Yellowcard – Lights And Sounds[2]